# Indian Wells Open 2004
L'Indian Wells Open 2004 (conosciuto anche come Pacific Life Open per motivi di sponsorizzazione) 
è stato un torneo di tennis giocato sul cemento. 
È stata la 31ª edizione dell'Indian Wells Open e faceva parte della categoria ATP Masters Series nell'ambito dell'ATP Tour 2004, e della Tier I nell'ambito del WTA Tour 2004. 
Sia il torneo maschile che quello femminile si sono giocati dall'8 al 22 marzo 2004 all'Indian Wells Tennis Garden di Indian Wells (California), negli Stati Uniti.

## Campioni

### Singolare maschile
Roger Federer ha battuto in finale  Tim Henman con il punteggio di 6–3, 6–3.

### Singolare femminile
Justine Henin-Hardenne ha battuto in finale  Lindsay Davenport con il punteggio di 6–1, 6–4.

### Doppio maschile
Arnaud Clément /  Sébastien Grosjean hanno battuto in finale  Wayne Black /  Kevin Ullyett con il punteggio di 6–3, 4–6, 7–5

### Doppio femminile
Virginia Ruano Pascual /  Paola Suárez hanno battuto in finale  Svetlana Kuznecova /  Elena Lichovceva con il punteggio di 6–1, 6–2